# ARN ribosomique 12S mitochondrial
L'ARN ribosomique 12S mitochondrial, appelé MT-RNR1 en référence à son gène, est l'un des deux ARN ribosomiques codés par le génome mitochondrial des eucaryotes. Chez l'homme, il contient 954 nucléotides.
Tous les génomes mitochondriaux des animaux contiennent 37 gènes : 2 gènes pour des ARN ribosomiques, 22 gènes pour des ARN de transfert et 13 gènes pour des ARN messagers ; les gènes mitochondriaux codant les deux ARN ribosomiques sont particulièrement intéressants pour les études phylogénétiques.
Des mutations du gène MT-RNR1 sont associées à une perte de l'audition.